# صقلابيات
العشارية أو صُقلابِيَّات (الاسم العلمي: Asclepiadoideae) هي أسرة من النباتات تتبع فصيلة الدفلية من رتبة الجنطيانيات.

## قبائل
- الغشواوية